# Filenchus misellus
Filenchus misellus är en rundmaskart. Filenchus misellus ingår i släktet Filenchus, och familjen Tylenchidae. Arten är reproducerande i Sverige.